# Acanthonevra vaga
Acanthonevra vaga är en tvåvingeart som först beskrevs av Christian Rudolph Wilhelm Wiedemann 1830.  Acanthonevra vaga ingår i släktet Acanthonevra och familjen borrflugor. Inga underarter finns listade i Catalogue of Life.